# Edijana Dafe
Edijana Dafe (født 27. maj 1990 i Göteborg) er en svensk håndboldspiller, der spiller for København Håndbold. Hun kom til klubben i 2015. Hun har tidligere optrådt for IK Sävehof i hjemlandet.